# Ammiaphis sii
Ammiaphis sii är en insektsart som först beskrevs av Koch 1855.  Ammiaphis sii ingår i släktet Ammiaphis och familjen långrörsbladlöss. Inga underarter finns listade i Catalogue of Life.